# Peopleton
Peopleton est une localité anglaise située dans le comté du Worcestershire.